# Giulio Savoini
Giulio Savoini (Cressa, 28 settembre 1930 – Vicenza, 25 luglio 2015) è stato un allenatore di calcio e calciatore italiano, di ruolo centrocampista o difensore.
Ha legato la sua carriera al L.R. Vicenza, di cui divenne una bandiera tra gli anni 50 e 60 del XX secolo.

## Carriera

### Giocatore

Savoini (in primo piano) capitano dei berici; con lui, il compagno di squadra Luís Vinício.

Ala tornante e poi terzino, mosse i primi passi nel mondo del calcio professionistico nell'Alessandria, con cui esordì in Serie B nel campionato 1949-1950, retrocedendo in Serie C, dove giocò poi altri tre campionati ottenendo la promozione nell'ultimo.
Arrivò al Vicenza col centravanti Testa nel 1953, grazie alla fusione della società vicentina con il colosso laniero di Schio che portò una buona liquidità nelle casse della squadra. Per il resto della sua vita legò poi il suo nome ai colori biancorossi, prima come giocatore, poi come allenatore e collaboratore tecnico.
Titolare nel primo campionato nel ruolo di ala sinistra tornante, giocò un ruolo da comprimario nel secondo, quello della promozione in Serie A, tornando a imporsi come titolare fisso solo nel campionato 1957-1958, quando gli viene anche affidata la fascia di capitano. Proprio in quell'anno fu protagonista di un episodio curioso che ne segnò la carriera: il 9 febbraio 1958, in occasione della trasferta a Bergamo contro l'Atalanta, la compagine berica deve far fronte alla defezione del terzino titolare Capucci e Savoini si propone scherzosamente di sostituirlo; sceso in campo, è fra i migliori del pesante 4-2 inflitto ai nerazzurri, con le sue incursioni sulla fascia, tanto da essere riproposto come terzino d'attacco fino al termine della stagione.
L'anno successivo segna ben 10 reti, tornato alla sua posizione originaria, ma continuò ad alternare i due ruoli. Guidò il Vicenza al ruolo di provinciale di lusso, conquistando non solo ripetute salvezze ma anche ottimi piazzamenti come due sesti posti (1964 e 1966). Al termine dell'attività era l'allora primatista di presenze (317) in maglia biancorossa; manterrà tale record per quasi sessant'anni, prima di essere superato nel 2022 da Stefano Giacomelli.
In carriera ha totalizzato complessivamente 278 presenze e 27 reti in Serie A e 33 presenze e 5 reti in Serie B.

### Allenatore
Infortunatosi a un ginocchio, terminò la carriera nel 1966 con il record assoluto di 317 presenze in maglia biancorossa. Iniziò ad allenare in provincia, dapprima all'Azzurra Sandrigo, quindi nelle giovanili del Vicenza, dagli allievi agli juniores fino alla Primavera. Entrò poi come collaboratore tecnico in prima squadra, ricoprendo per vari anni la carica di vice allenatore, fino a essere chiamato in panchina nel 1980-1981 in maniera molto frettolosa, senza poter nulla fare per salvare la compagine dalla retrocessione in Serie C1.
Rimase tuttavia nei ranghi della società, a cui è rimasto fedele per 50 anni, togliendosi una grande soddisfazione. Chiamato al difficile compito di una disperata salvezza al termine della stagione 1989-1990, riesce a strappare la vittoria contro il Prato all'ultima di campionato, arrivando così allo spareggio sul neutro del Mazza di Ferrara ancora con i toscani, nuovamente battuti con la permanenza in Serie C1 per il Vicenza.

## Palmarès

### Giocatore
- Campionato italiano di Serie B: 1

Lanerossi Vicenza: 1954-1955